# Heteroscada karschina
Heteroscada karschina är en fjärilsart som beskrevs av Herbst 1792. Heteroscada karschina ingår i släktet Heteroscada och familjen praktfjärilar. Inga underarter finns listade i Catalogue of Life.